# Tom Jensen (bokser)
 For alternative betydninger, se Tom Jensen. (Se også artikler, som begynder med Tom Jensen)
Tom Jensen (født 13. november 1947 i Aalborg,død 17. juli 2019) var en dansk professionel bokser i mellemvægt. 
Tom Jensen boksede som amatør for bokseklubben Lindholm BK for hvem han i 1967 blev jysk, dansk og nordisk mester i mellemvægt. Også i 1967 stillede han op ved Europamesterskaberne i Rom, men tabte første kamp. Tom Jensen debuterede samme år som professionel, da han den 7. september 1967 i en alder af 19 år slog tyskeren Günther Kober ud i 2. omgang. Den 4. januar 1968 mødte han italieneren Roberto Bisotti, der hidtil havde tabt samtlige sine 10 kampe. Jensen led sit første nederlag til Bisotti, da han tabte på point efter 4 omgange. Tom Jensen boksede en lang række kampe, hvoraf de fleste blev vundet, herunder over den tidligere tyske mester i let-mellemvægt Werner Mundt, den tyske mester i mellemvægt Hans Dieter Schwartz og EM-udfordreren Les McAteer. 
Tom Jensen havde i 1973 40 kampe med kun 3 nederlag, da han blev matchet mod Fabio Bettini, der netop havde tabt mod Tom Bogs om den ledige titel om europamesterskabet i mellemvægt. Jensen tabte på point efter 10 omgange, og mistede chancen for at få en titelkamp. Jensen fortsatte karrieren i letsværvægt og vandt en række kampe, men tabte til Mario Almanzo, der kort forinden havde tabt sit italienske mesterskab i letsværvægt. Det blev også til nederlag mod Johnny Frankham og mod Bunny Sterling, der få år tidligere havde vundet over Tom Bogs. Tom Jensen fik herefter en match i Oslo mod den unge ubesejrede nordmand Harald Skog i en kamp, der blev angivet at være om det skandinaviske mesterskab i letsværvægt. Tom Jensen havde ikke en chance mod Skog, der sendte ham i gulvet to gange i første omgang. Jensen måtte tage tælling i 4. omgang og kom ikke ud til 5. omgang. Tom Jensen boksede én kamp yderligere i karrieren, da han den 15. februar 1975 slog den tidligere europamester Lothar Stengel ud i 2. omgang. Trods succesen mod Stengel besluttede Tom Jensen som 27-årig at lægge handskerne på hylden efter en lang karriere, hvor det blev til 53 kampe med 43 sejre (22 før tid), 8 nederlag (3 før tid) og 2 uafgjorte.